# ستيف ماكمانامان
ستيفن ماكمانامان (بالإنجليزية: Steve McManaman)‏ من مواليد 11 فبراير 1972 في ليفربول في إنجلترا، لاعب كرة قدم إنجليزي سابق.
بدأ مسيرته الكروية مع نادي ليفربول في عام 1989، ولعب معهم حتى عام 1999، وشارك معهم في 272 مباراة وسجل 46 هدف. وفي عام 1999 انتقل إلى نادي ريال مدريد الإسباني، ولعب معهم حتى عام 2003، وشارك معهم في 93 مباراة وسجل 40 هدفا، وفي عام 2003 انتقل إلى نادي مانشستر سيتي، ولعب معهم حتى عام 2005، وشارك معهم في 35 مباراة.
شارك في بطولة أمم أوروبا لعام 1996 والتي نظمتها إنجلترا، وفي مونديال فرنسا 1998، لعب مع منتخب إنجلترا لكرة القدم بين عامي 1994 و2001، وشارك في 37 مباراة دولية وسجل 3 أهداف.

## مسيرته الكروية
لعب ستيف ماكمانامان خلال مسيرته الاحترافية مع 3 أندية في خمسة عشر موسمًا وسجل خلالها 54 هدفًا ضمن 401 مباراة. حيث فاز في موسم واحد بالكأس وفي موسمين بالدوري.
خاض ستيف ماكمانامان مسيرته مع نادي ليفربول في موسم 1990–91 ليلعب معه تسعة مواسم، مشاركًا في 272 مباراة سجل خلالها 46 هدفًا. ثم انتقل إلى نادي ريال مدريد في موسم 1999–00 ليلعب معه أربعة مواسم، حيث شارك في 94 مباراة سجل خلالها 8 أهداف. لينتقل بعدها إلى نادي مانشستر سيتي في موسم 2003–04 ولمدة موسمين، مشاركًا في 35 مباراة ولم يسجل أي هدف.

## روابط خارجية
- ستيف ماكمانامان على موقع IMDb (الإنجليزية)
- ستيف ماكمانامان على موقع ميوزك برينز (الإنجليزية)

- ستيف ماكمانامان على موقع الاتحاد الدولي (مؤرشف)  (الإنجليزية)
- ستيف ماكمانامان على موقع الاتحاد الأوربي (الإنجليزية)
- ستيف ماكمانامان على موقع قاعدة بيانات كرة القدم.إي يو (الإنجليزية)
- ستيف ماكمانامان على موقع ناشيونال فوتبول تيمز (الإنجليزية)
- ستيف ماكمانامان على موقع Soccerbase.com (لاعب) (الإنجليزية)
- ستيف ماكمانامان على موقع عالم كرة القدم.نت (الإنجليزية)
- ستيف ماكمانامان على موقع كووورة